# Mathigatta, Kadur
Mathigatta là một làng thuộc tehsil Kadur, huyện Chikmagalur, bang Karnataka, Ấn Độ.